# Namasigüe
Namasigüe es un municipio del departamento de Choluteca en la República de Honduras.

## Toponimia
La palabra es Amacihuarl en mexicano “Agua de las Mujeres”.

## Límites
Está situado al sur del departamento de Choluteca y sus terrenos abarcan hasta el Golfo de Fonseca.
| Orientación | Límite                                        |
| ----------- | --------------------------------------------- |
| Norte       | Municipio de Santa Ana de Yusguare, Choluteca |
| Norte       | Municipio de Choluteca, Choluteca             |
| Sur         | Municipio de El Triunfo, Choluteca            |
| Este        | Municipio de El Triunfo, Choluteca            |
| Este        | Municipio de El Corpus, Choluteca             |
| Oeste       | Golfo de Fonseca                              |

## Historia
En 1791, en el recuento de población de 1791 figuraba como pueblo de Choluteca.
En 1887, en el censo de 1887 estaba como municipio.

## Demografía
Namasigüe tiene una población actual de 33,888 habitantes. De la población total, el 50.5% son hombres y el 49.5% son mujeres. Casi el 21.6% de la población vive en la zona urbana.

## División política
Aldeas: 9 (2013)
Caseríos: 105 (2013) 
| Código | Aldea                              |
| ------ | ---------------------------------- |
| 060901 | Namasigüe (cabecera del municipio) |
| 060902 | San Bernardo                       |
| 060903 | San Francisco                      |
| 060904 | San Isidro                         |
| 060905 | San Jerónimo                       |
| 060906 | San Rafael                         |
| 060907 | Santa Irene                        |
| 060908 | Tierra Blanca                      |
| 060909 | Yorolán                            |
|        | El Quebracho                       |